# 제바스티안 브렌델
제바스티안 브렌델(독일어: Sebastian Brendel, 독일어 발음: [zeˈbasti̯a(ː)n ˈbʁɛndl̩] ( 듣기), 1988년 3월 12일~)은 독일의 카누 스프린트 선수이다. 2012년 하계 올림픽에서 C-1 1000m 금메달, 2016년 하계 올림픽에서 C-1 1000m, C-2 1000m 부문 금메달을 획득했으며, 2020년 하계 올림픽에서 C-1 500m 동메달을 획득했다. 또한 세계 선수권 대회에서 금메달 13개를 포함하여 총 26개의 메달을 획득했다.